# 瓦多乡
瓦多乡，是中华人民共和国四川省甘孜藏族自治州雅江县下辖的一个乡镇级行政单位。

## 行政区划
瓦多乡下辖以下地区：
学优村、交吾村、杜米村、德米村、白龙村和中古村。